# Val-de-Meuse
Val-de-Meuse est une commune française située dans le département de la Haute-Marne, en région Grand Est.
Elle se compose des villages de Montigny-le-Roi (le chef-lieu communal), Épinant, Lécourt, Lénizeul, Maulain, Meuse, Provenchères-sur-Meuse, Ravennefontaines et Récourt.

## Géographie

### Localisation
La commune du Val-de-Meuse est à 20 km à l'ouest de celle de Bourbonne-les-Bains.

### Communes limitrophes

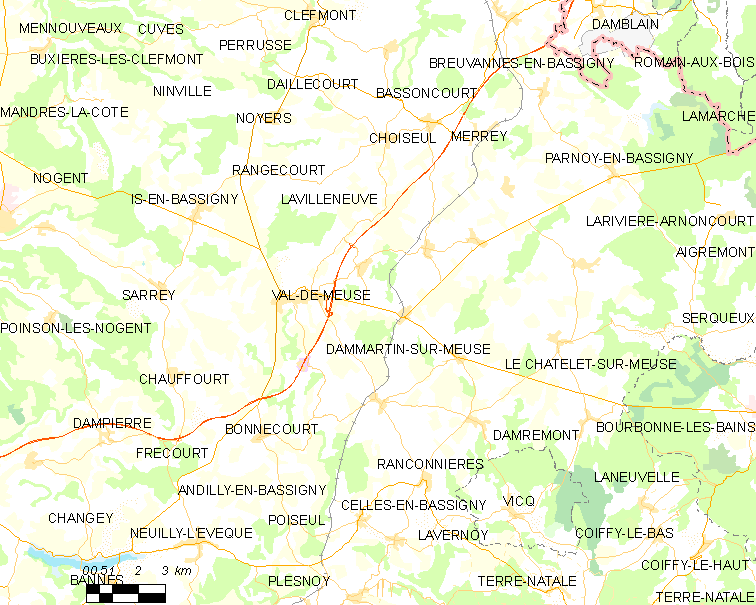
Carte de la commune de Val-de-Meuse et des proches communes.

| Rangecourt Lavilleneuve Noyers Daillecourt | Bassoncourt Choiseul Merrey Breuvannes-en-Bassigny | Parnoy-en-Bassigny  |
| Sarrey Is-en-Bassigny                      | Val-de-Meuse                                       | Dammartin-sur-Meuse |
| Chauffourt                                 | Bonnecourt Poiseul Andilly-en-Bassigny             | Avrecourt           |

### Hydrographie
Sur le territoire de la commune se trouve un tripoint hydrographique européen majeur, correspondant au point de rencontre des bassins versants du Rhône (via la Saône), de la Seine (via la Marne) et de la Meuse, rejoignant respectivement la mer Méditerranée, la Manche et la mer du Nord. Il est situé au sud du village de Récourt, au lieu-dit les Marchais, sur le chemin de Falouande. Ses coordonnées sont 47° 56′ 29″ N, 5° 30′ 17″ E.
La commune est drainée par la Meuse, le ruisseau de Bochère, le ruisseau de Moutelle, le ruisseau de Rangecourt, le ruisseau du Grand-Étang, le cours d'eau 01 des Longennes, le ru de Haute Voie, le ru d'Ouette, le ruisseau d'Avrecourt, le ruisseau de Joncourt, le ruisseau de l'Étang de Lecourt, le ruisseau de Maulain, le ruisseau de Pre Chatenay, le ruisseau de Quenevaille, le ruisseau de Sirefontaine, le ruisseau des Aimeguenons et le ruisseau le Viau,.
La Meuse prend sa source au Châtelet-sur-Meuse, et se jette dans la mer du Nord après un cours long d'approximativement 950 kilomètres traversant la France, la Belgique et les Pays-Bas. 

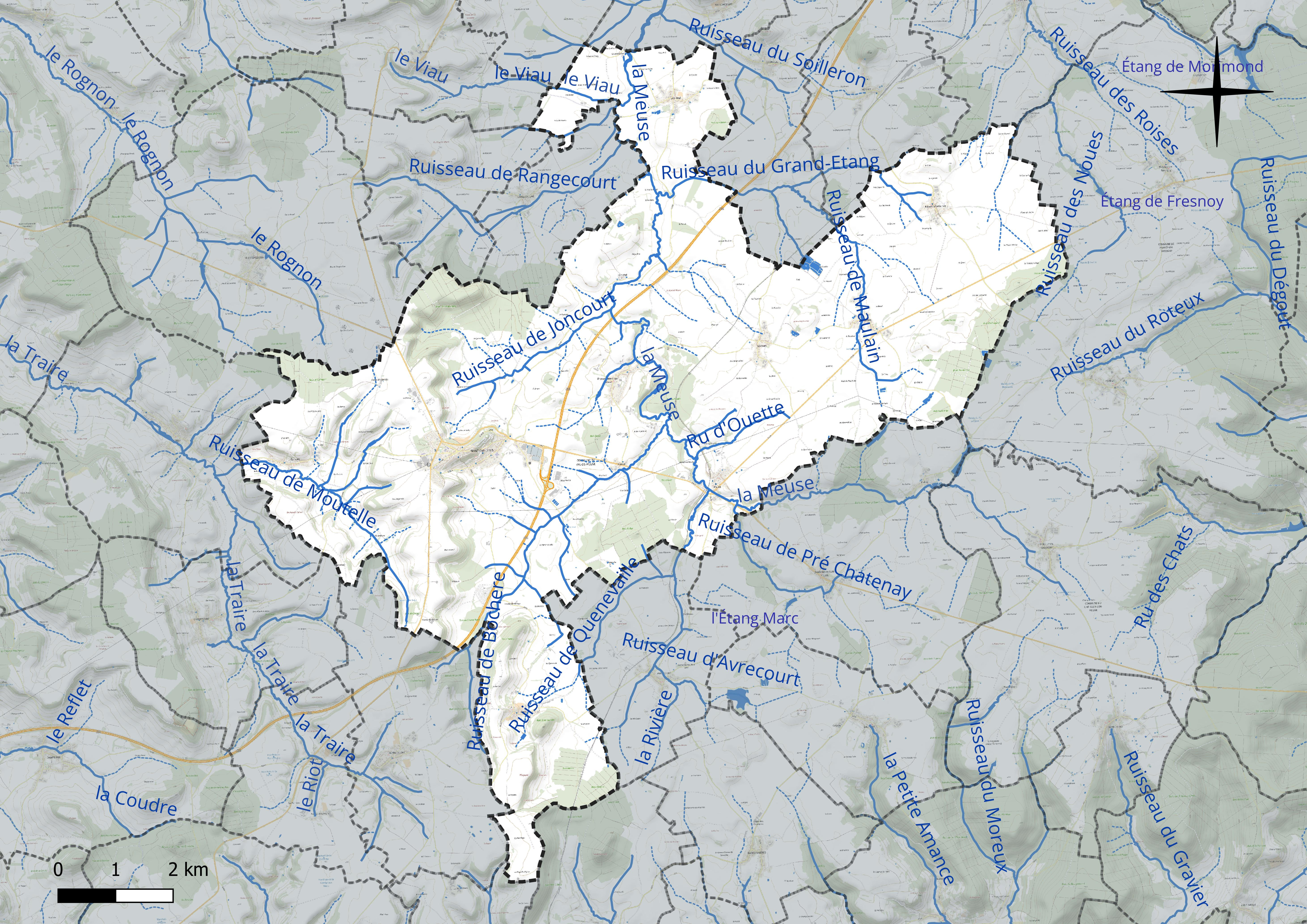
Réseau hydrographique de Val-de-Meuse.

### Climat
Pour des articles plus généraux, voir Climat du Grand Est et Climat de la Haute-Marne.
En 2010, le climat de la commune est de type climat de montagne, selon une étude du Centre national de la recherche scientifique s'appuyant sur une série de données couvrant la période 1971-2000. En 2020, Météo-France publie une typologie des climats de la France métropolitaine dans laquelle la commune est exposée à un climat océanique altéré et est dans la région climatique  Lorraine, plateau de Langres, Morvan, caractérisée par un hiver rude (1,5 °C), des vents modérés et des brouillards fréquents en automne et hiver. 
Pour la période 1971-2000, la température annuelle moyenne est de 9,6 °C, avec une amplitude thermique annuelle de 16,8 °C. Le cumul annuel moyen de précipitations est de 946 mm, avec 13,3 jours de précipitations en janvier et 9,2 jours en juillet. Pour la période 1991-2020, la température moyenne annuelle observée sur la station météorologique installée sur la commune est de 9,9 °C et le cumul annuel moyen de précipitations est de 917,4 mm. 
La température maximale relevée sur cette station est de 39,5 °C, atteinte le 25 juillet 2019 ; la température minimale est de −25 °C, atteinte le 18 janvier 1966,,. 
| Mois                                  | jan.            | fév.           | mars          | avril         | mai             | juin            | jui.          | août          | sep.          | oct.            | nov.             | déc.            | année     |
| ------------------------------------- | --------------- | -------------- | ------------- | ------------- | --------------- | --------------- | ------------- | ------------- | ------------- | --------------- | ---------------- | --------------- | --------- |
| Température minimale moyenne (°C)     | −0,9            | −0,9           | 1,2           | 3,3           | 7,3             | 10,6            | 12,5          | 12            | 8,4           | 6,1             | 2,5              | 0               | 5,2       |
| Température moyenne (°C)              | 1,8             | 2,7            | 6             | 9,1           | 13              | 16,6            | 18,6          | 18,3          | 14,2          | 10,3            | 5,5              | 2,7             | 9,9       |
| Température maximale moyenne (°C)     | 4,5             | 6,2            | 10,8          | 14,8          | 18,7            | 22,5            | 24,8          | 24,5          | 20            | 14,6            | 8,6              | 5,3             | 14,6      |
| Record de froid (°C) date du record   | −25 18.01.1966  | −23 05.02.1963 | −18 01.03.05  | −9,5 08.04.03 | −4 02.05.1962   | −0,5 22.06.1964 | 1 06.07.1964  | 1 25.08.1980  | −3 17.09.1971 | −7,5 29.10.12   | −13,5 27.11.1985 | −22 24.12.01    | −25 1966  |
| Record de chaleur (°C) date du record | 16,5 31.01.1990 | 22 27.02.19    | 24,3 31.03.21 | 28 21.04.18   | 32,5 18.05.1960 | 37 23.06.1962   | 39,5 25.07.19 | 39 14.08.1962 | 36 01.09.1961 | 29,5 03.10.1971 | 21,2 01.11.1968  | 15,5 16.12.1989 | 39,5 2019 |
| Précipitations (mm)                   | 84,5            | 66,1           | 69,1          | 59,7          | 82,3            | 64,5            | 68,1          | 67,6          | 71,2          | 93,7            | 94               | 96,6            | 917,4     |

| Diagramme climatique                                  |             |             |             |             |              |              |            |           |             |          |          |
| J                                                     | F           | M           | A           | M           | J            | J            | A          | S         | O           | N        | D        |
| 4,5−0,984,5                                           | 6,2−0,966,1 | 10,81,269,1 | 14,83,359,7 | 18,77,382,3 | 22,510,664,5 | 24,812,568,1 | 24,51267,6 | 208,471,2 | 14,66,193,7 | 8,62,594 | 5,3096,6 |
| Moyennes : • Temp. maxi et mini °C • Précipitation mm |             |             |             |             |              |              |            |           |             |          |          |

Les paramètres climatiques de la commune ont été estimés pour le milieu du siècle (2041-2070) selon différents scénarios d'émission de gaz à effet de serre à partir des nouvelles projections climatiques de référence DRIAS-2020. Ils sont consultables sur un site dédié publié par Météo-France en novembre 2022.

## Urbanisme

### Typologie
Au 1er janvier 2024, Val-de-Meuse est catégorisée bourg rural, selon la nouvelle grille communale de densité à sept niveaux définie par l'Insee en 2022.
Elle est située hors unité urbaine et hors attraction des villes,.

### Occupation des sols

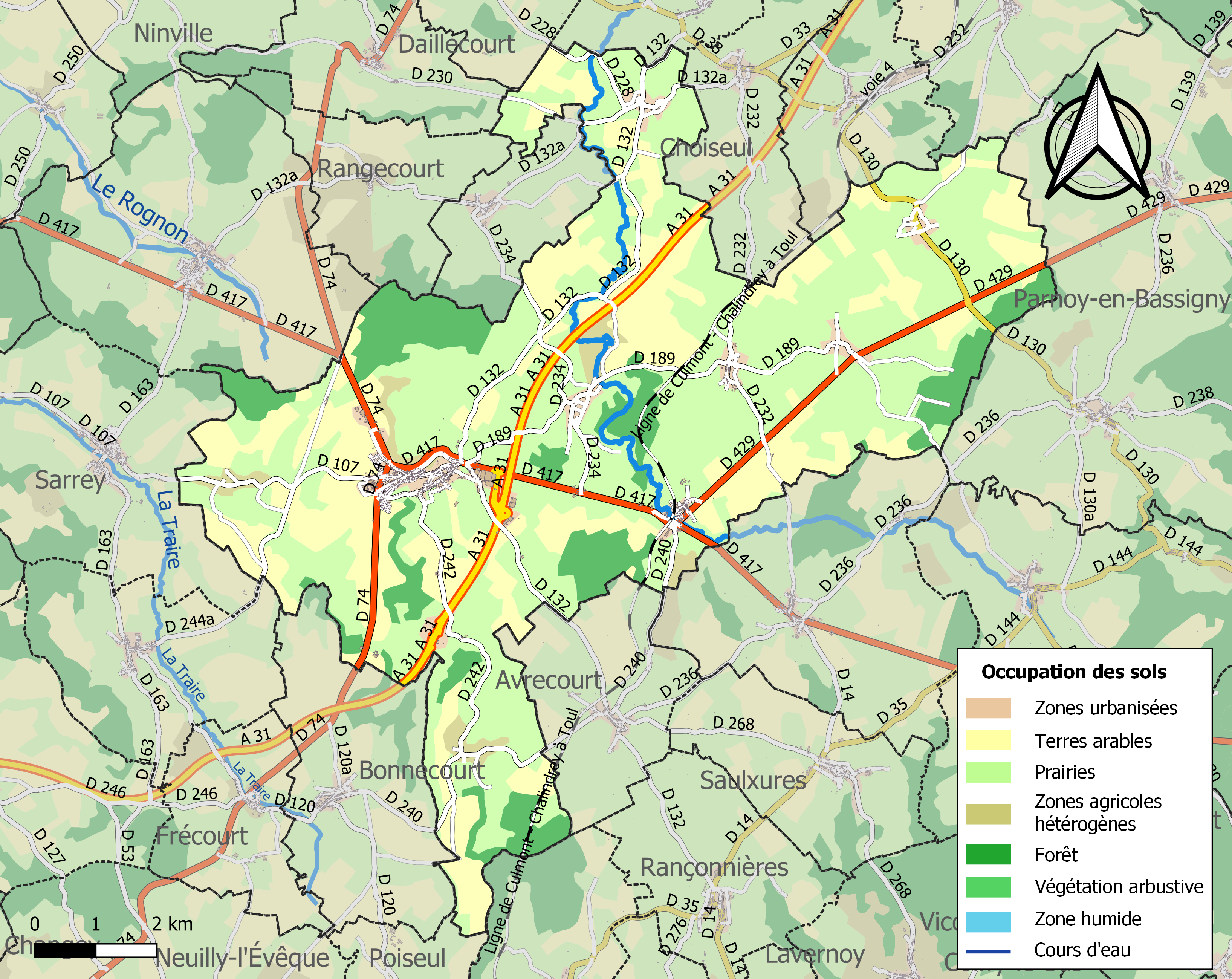
Carte des infrastructures et de l'occupation des sols de la commune en 2018 (CLC).

L'occupation des sols de la commune, telle qu'elle ressort de la base de données européenne d’occupation biophysique des sols Corine Land Cover (CLC), est marquée par l'importance des territoires agricoles (84,4 % en 2018), une proportion sensiblement équivalente à celle de 1990 (85,1 %). La répartition détaillée en 2018 est la suivante : prairies (54,7 %), terres arables (27,3 %), forêts (11,4 %), zones urbanisées (3,3 %), zones agricoles hétérogènes (2,4 %), zones industrielles ou commerciales et réseaux de communication (0,9 %).
L'IGN met par ailleurs à disposition un outil en ligne permettant de comparer l'évolution dans le temps de l'occupation des sols de la commune (ou de territoires à des échelles différentes). Plusieurs époques sont accessibles sous forme de cartes ou photos aériennes : la carte de Cassini (XVIIIe siècle), la carte d'état-major (1820-1866) et la période actuelle (1950 à aujourd'hui).

## Toponymie
Montigny-le-Roi, Montigny-Source-Meuse en 1793, Le Val-de-Meuse en 1972, Val-de-Meuse en 1974.

## Histoire
Il existe tout d'abord une station dans laquelle s'arrêtaient les voyageurs et les pèlerins. C'est à la fin du Xe siècle ou au début du XIe siècle que cette station est transformée en un prieuré de l'ordre de Saint-Benoît, placé sous le vocable de Sainte Marie-Madeleine et dépendant de l'abbaye Saint-Bénigne de Dijon, sous l'impulsion de l'abbé Guillaume qui y envoie douze religieux du consentement de l'évêque de Langres,.
Au XIIe siècle, l'abbaye de Chézoy, de l'ordre de Saint-Benoît, et l'abbaye de Belfays, de l'ordre de Citeaux, ainsi que la grange d'Issonville ont été implantées près de la commune de Montigny-le-Roi. Elles sont aujourd'hui de simples fermes isolées.
Au début du XIIIe siècle, le comte de Champagne Thibaut IV acquiert Montigny pour y bâtir une forteresse. Ce comte étant également roi de Navarre, celle-ci prend alors le nom de château de Montigny-le-Roi,.

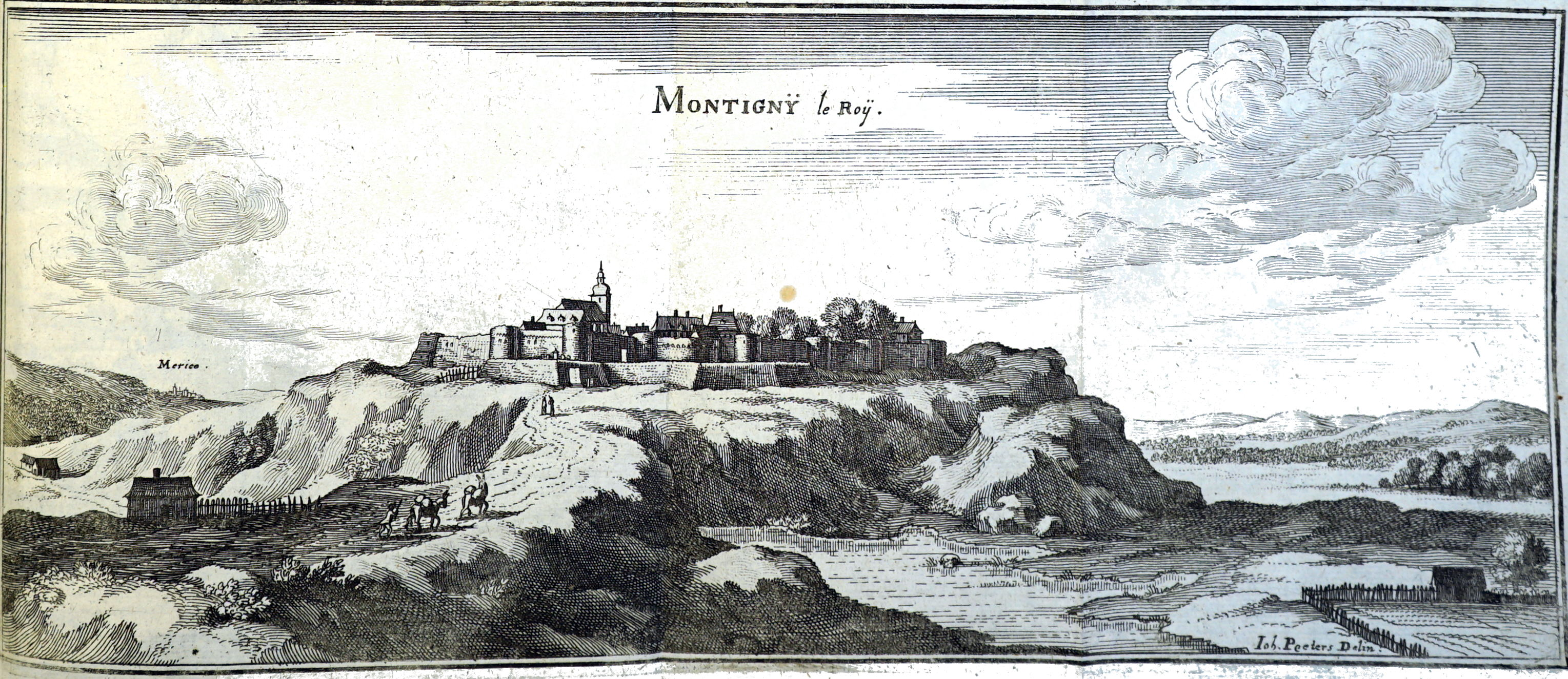
Le château de Montigny-le-Roi, dessin extrait du Topographia Galliæ datant du milieu du XVIIe siècle.

Le 29 octobre 1870 pendant le siège de Paris, Le ballon monté Colonel Charras s'envole de la gare du Nord à Paris alors assiégée par les Prussiens et termine sa course sur la commune après avoir parcouru 308 kilomètres.

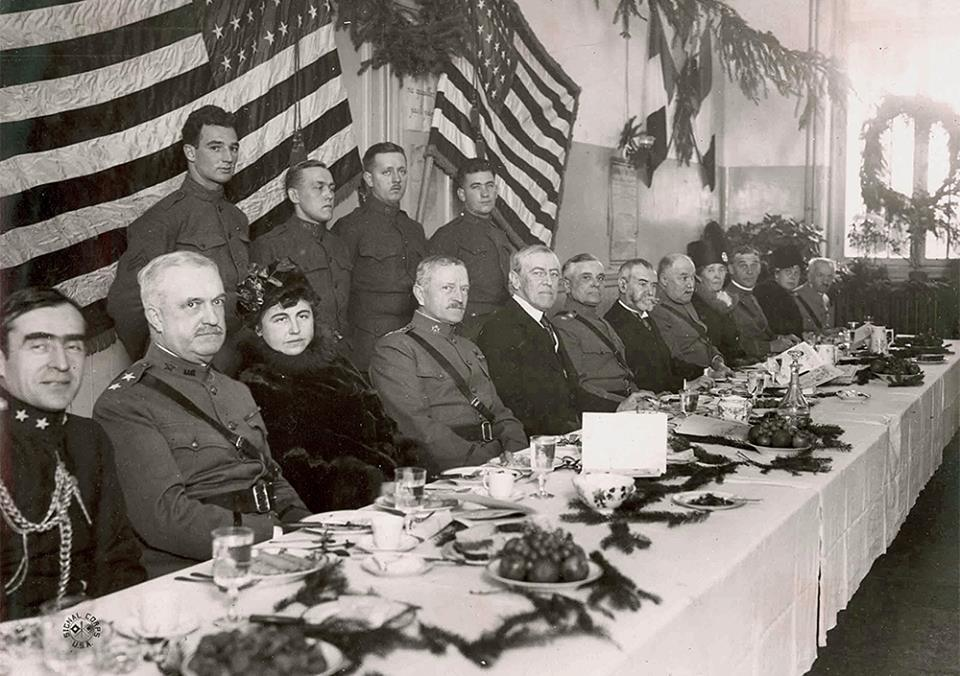
Le Président Wilson à Montigny le Roi (25.12.1918) (source Musée de la Tour Biesles 52).

Lors de la bataille de France, les six chars FCM 2C du 51e BCC sont chargés sur deux convois ferroviaires en gare de Landres le 13 juin 1940 afin d'échapper à l'encerclement par les troupes allemandes qui ont percé la Ligne Weygand. Le 15 juin 1940, les deux convois sont bloqués à la hauteur de Meuse. Les chars sont sabordés avant que les Allemands de la 8. Panzer-Division traversent la région en direction de Vesoul.

### Fusion et défusion de communes
En 1966, la commune de Montigny-le-Roi, alors peuplée de 783 habitants, absorbe celle voisine de Meuse elle-même peuplée de 164 habitants.
En 1972, la commune, alors peuplée de 932 habitants, absorbe les communes d'Avrecourt (180 habitants), Épinant (124 habitants), Lécourt (114 habitants), Maulain (134 habitants), Provenchères-sur-Meuse (302 habitants), Ravennefontaines (84 habitants), Recourt (108 habitants) et Saulxures (158 habitants) et prend le nom de Le Val-de-Meuse.
En 1974, la commune de Lénizeul peuplée de 144 habitants est absorbée à son tour et le nom actuel de Val-de-Meuse, sans article, est adopté.
Au 1er janvier 2012, les communes d'Avrecourt et de Saulxures défusionnent et reprennent leur autonomie.

## Politique et administration

### Liste des maires
| Période   | Période                       | Identité            | Étiquette | Qualité                                        |
| --------- | ----------------------------- | ------------------- | --------- | ---------------------------------------------- |
| ?         | 1977                          | Ange Etienne        |           | Pharmacien                                     |
| 1977      | mars 2001                     | Jean-Pierre Bernard | UDF-DL    | Médecin                                        |
| mars 2001 | mars 2008                     | Maryse Wanham-Fäh   | SE        | Secrétaire                                     |
| 2008      | 2012                          | Gérard Didier       | DVD       | Agriculteur, conseiller général de 2001 à 2008 |
| 2012      | En cours (au 23 janvier 2024) | Romary Didier       | DVD       | Professeur                                     |

### Jumelage
Lierneux (Belgique).

## Population et société

### Démographie
L'évolution du nombre d'habitants est connue à travers les recensements de la population effectués dans la commune depuis 1793. Pour les communes de moins de 10 000 habitants, une enquête de recensement portant sur toute la population est réalisée tous les cinq ans, les populations de référence des années intermédiaires étant quant à elles estimées par interpolation ou extrapolation. Pour la commune, le premier recensement exhaustif entrant dans le cadre du nouveau dispositif a été réalisé en 2007.

En 2022, la commune comptait 1 807 habitants, en évolution de −3,63 % par rapport à 2016 (Haute-Marne : −4,62 %, France hors Mayotte : +2,11 %).
| 1793  | 1800  | 1806  | 1821  | 1831  | 1836  | 1841  | 1846  | 1851  |
| ----- | ----- | ----- | ----- | ----- | ----- | ----- | ----- | ----- |
| 1 021 | 1 061 | 1 096 | 1 103 | 1 278 | 1 283 | 1 267 | 1 305 | 1 338 |

| 1856  | 1861  | 1866  | 1872  | 1876  | 1881  | 1886  | 1891  | 1896  |
| ----- | ----- | ----- | ----- | ----- | ----- | ----- | ----- | ----- |
| 1 203 | 1 199 | 1 180 | 1 142 | 1 155 | 1 110 | 1 105 | 1 091 | 1 036 |

| 1901 | 1906 | 1911  | 1921 | 1926 | 1931 | 1936 | 1946 | 1954 |
| ---- | ---- | ----- | ---- | ---- | ---- | ---- | ---- | ---- |
| 987  | 976  | 1 019 | 830  | 909  | 901  | 955  | 890  | 757  |

| 1962 | 1968 | 1975  | 1982  | 1990  | 1999  | 2006  | 2007  | 2012  |
| ---- | ---- | ----- | ----- | ----- | ----- | ----- | ----- | ----- |
| 783  | 932  | 2 200 | 2 148 | 2 167 | 2 211 | 2 179 | 2 173 | 1 941 |

| 2017  | 2022  | - | - | - | - | - | - | - |
| ----- | ----- | - | - | - | - | - | - | - |
| 1 861 | 1 807 | - | - | - | - | - | - | - |

### Enseignement

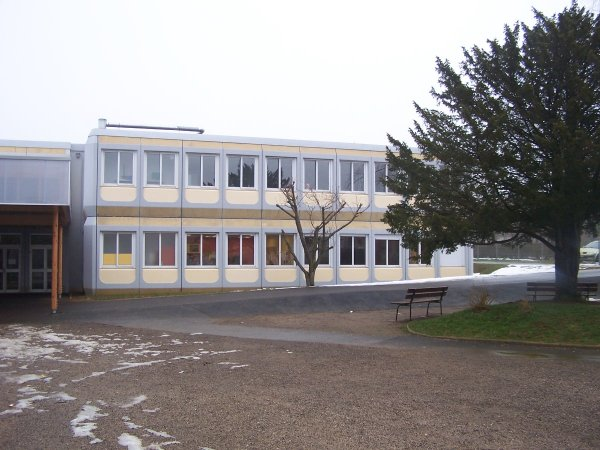
Collège Camille Flammarion.

- Maternelle, primaire et secondaire.
- L'école ménagère sise à Montigny-le-Roi (1912-1973) a reçu en internat les filles du milieu rural haut-marnais pour les former.

## Économie
- La FEB (fédération des éleveurs du Bassigny) est un groupement d'éleveurs créé par Léon Mougeot en 1907 à Montigny. L'association favorise l'élevage du cheval ardennais et de la race bovine tachetée. Chaque année, fin septembre, la FEB organise encore une foire et un concours d'élevage qui reçoit des milliers de visiteurs.

## Culture locale et patrimoine

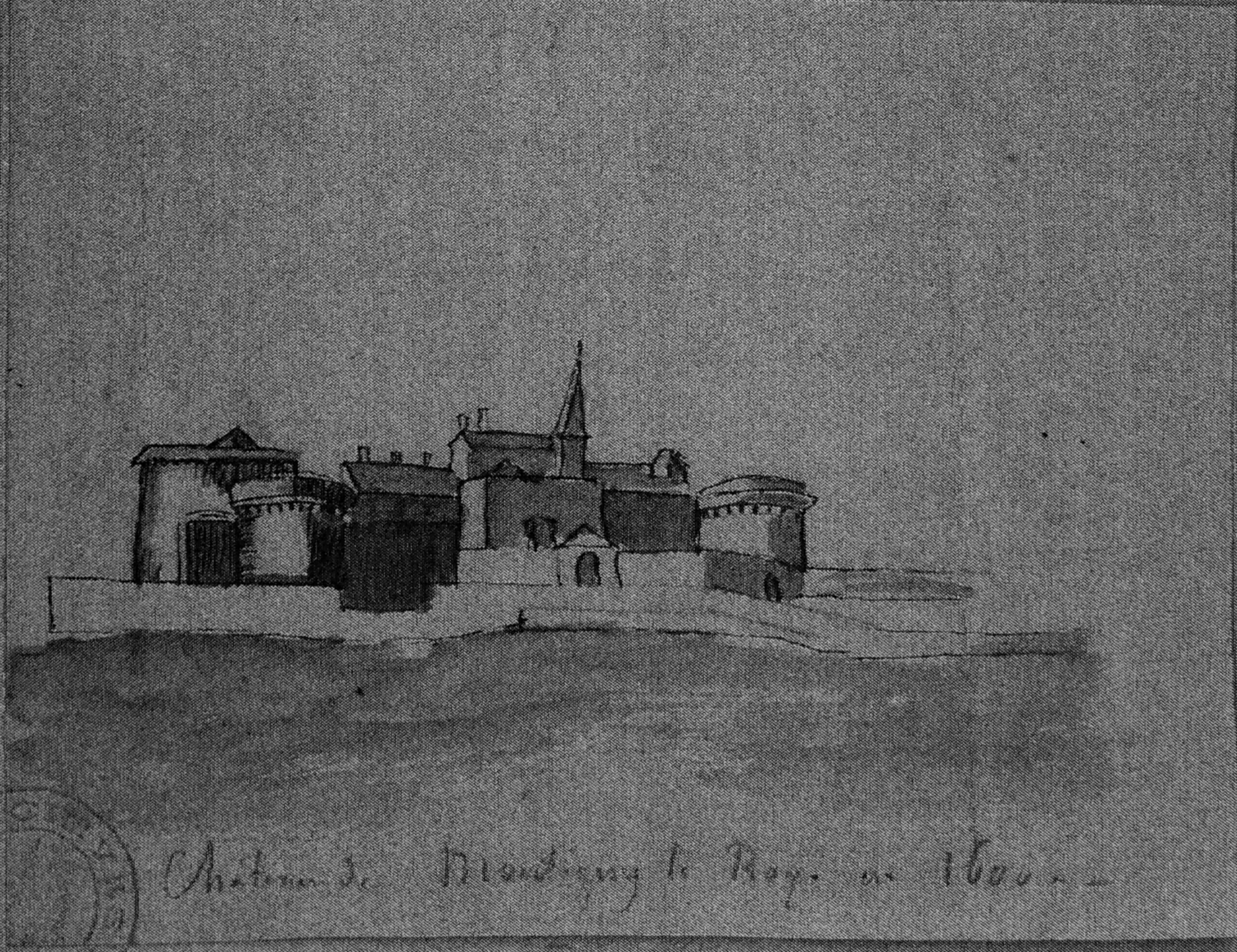
Montigny, dessin du XIXe siècle par Pernot.
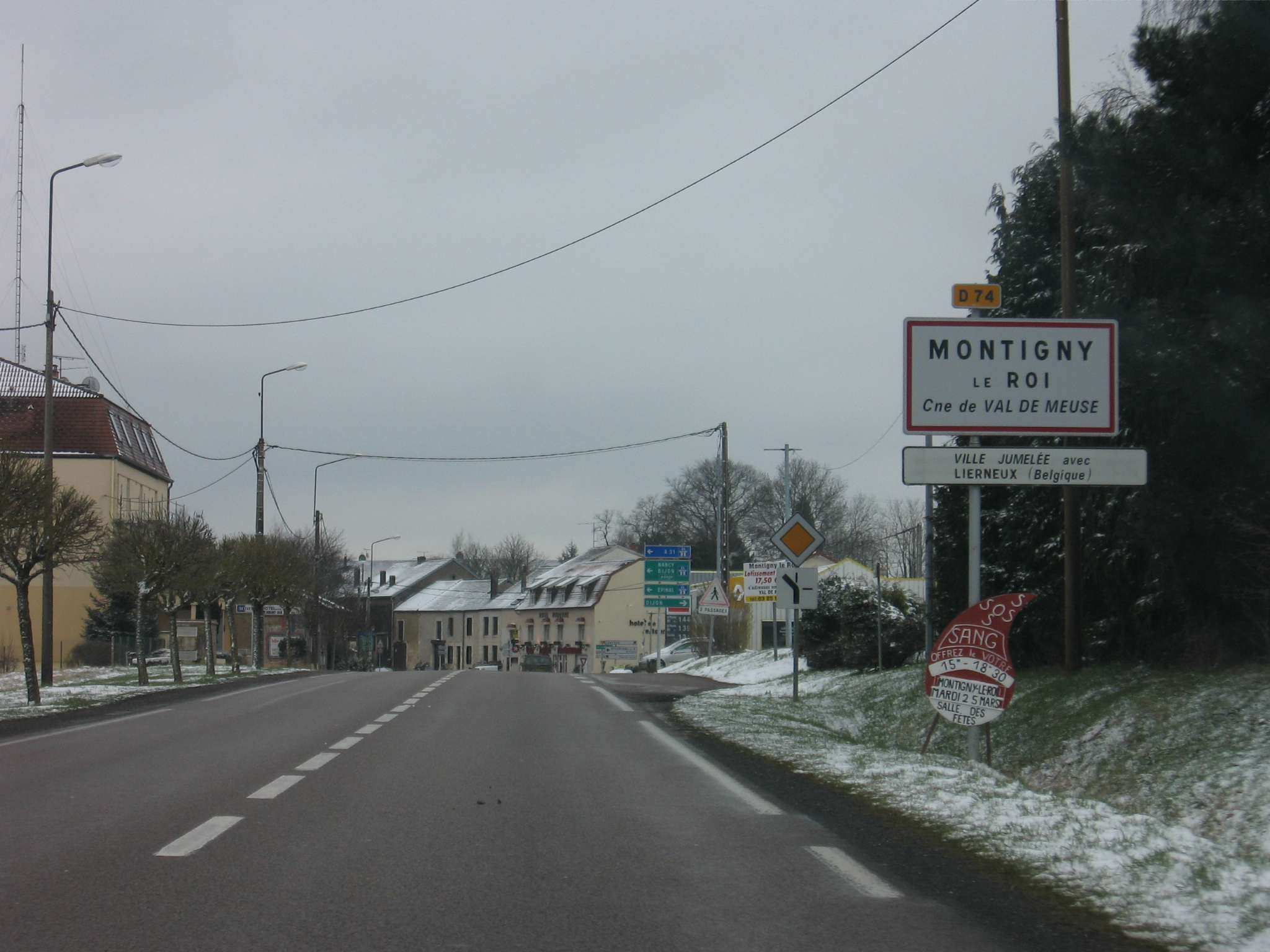
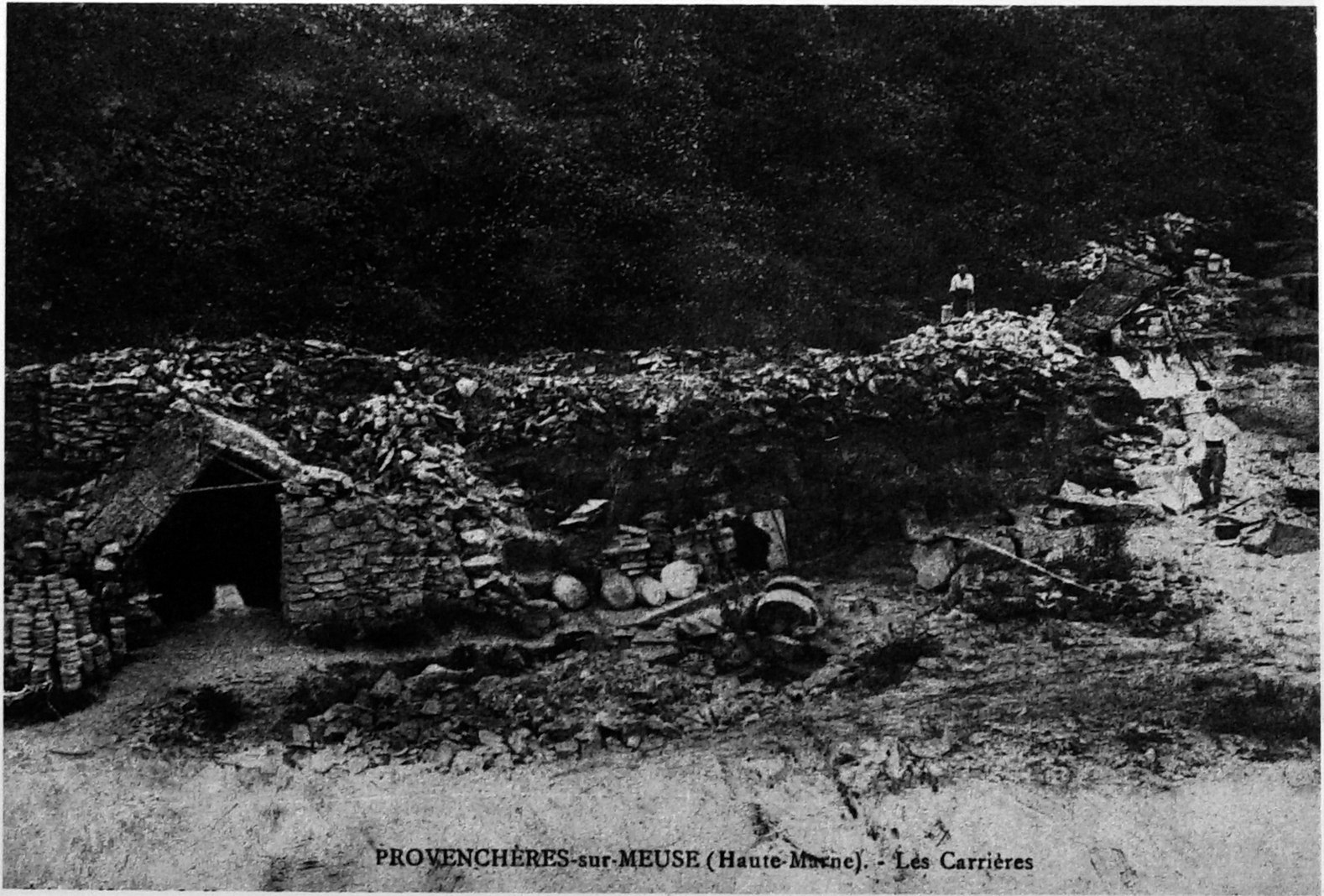
Ancienne carrière de grès à Provenchères.

### Lieux et monuments
- Église Sainte-Marie-Madeleine de Montigny-le-Roi, du XIIIe siècle mais entièrement reconstruite après les Guerres de Religion ;
- Église Notre-Dame de l'Assomption d'Épinant, reconstruite entre 1841 et 1842 ;
- Église Notre-Dame de l'Assomption de Lécourt, du XVe siècle ou XVIe siècle ;
- Église Saint-Brice de Lénizeul, du XVe siècle, partiellement inscrite MH par arrêté du 10 avril 1929[28] ;
- Eglise Saint-Félix de Maulain ;
- Église Saint-Laurent de Meuse ;
- Église Saint-Èvre de Provenchères-sur-Meuse, du XVe siècle, inscrite MH depuis 1925[29] ;
- Église Saint-Pierre et Saint-Paul de Ravennefontaines, dont toute la partie centrale date de la seconde moitié du XIIe siècle;
- Église Saint-Christophe de Récourt, du XVIIIe siècle ;
- La fontaine du Breuil de Montigny-le-Roi , lavoir octogonal construit en 1850 .
- tripoint hydrographique européen majeur.

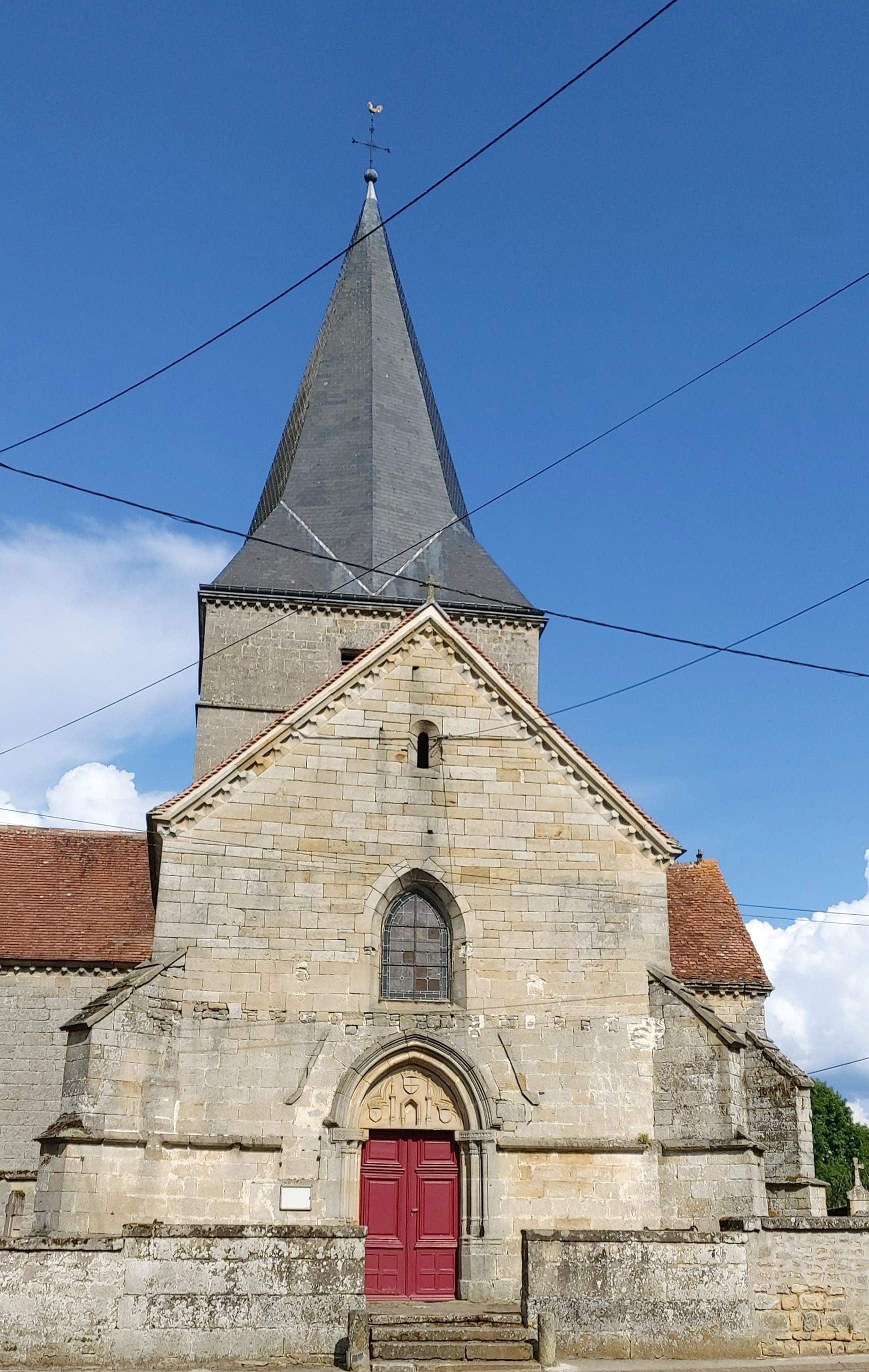
L'église Saint-Èvre de Provenchères-sur-Meuse
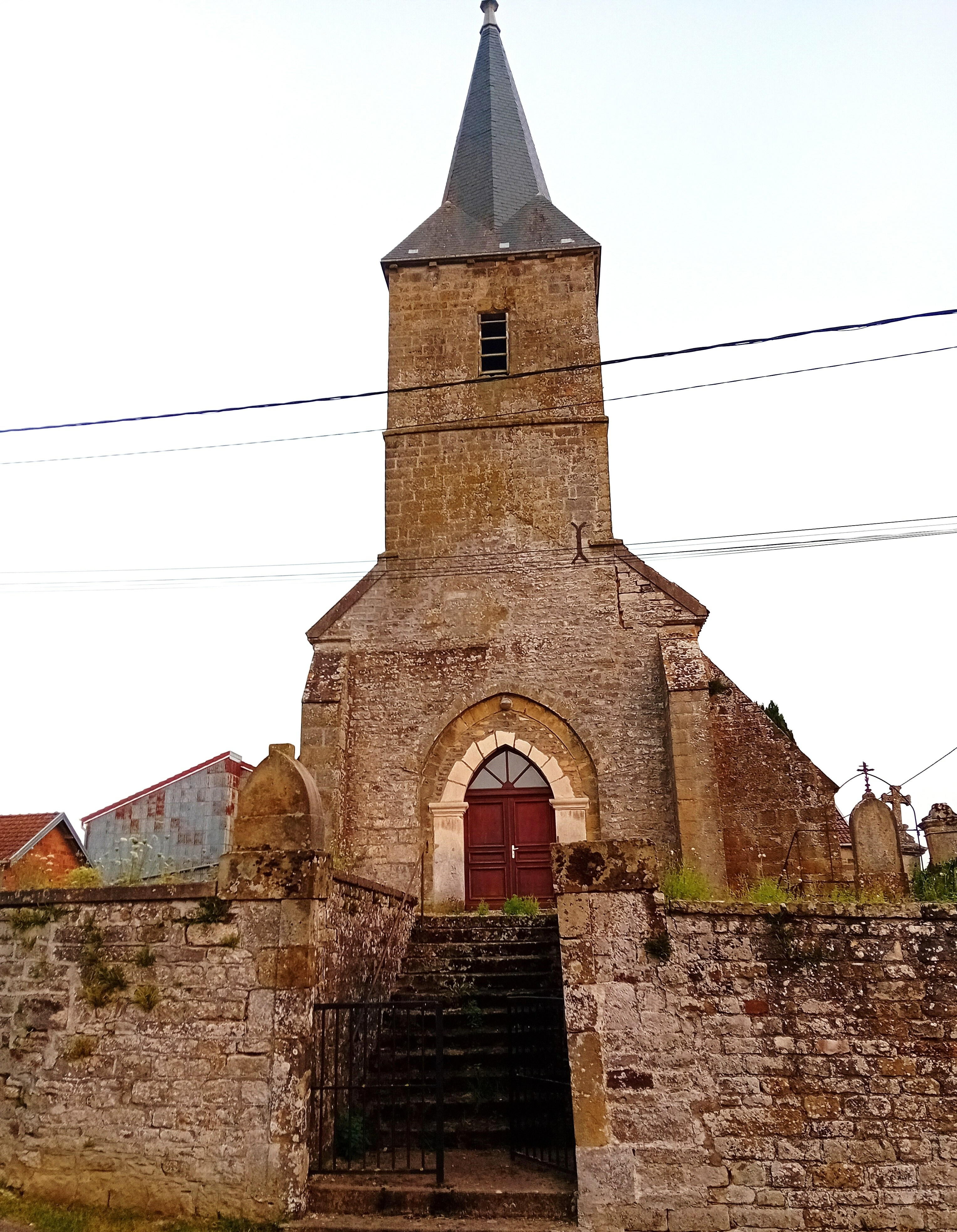
l'église Saint-Laurent de Meuse
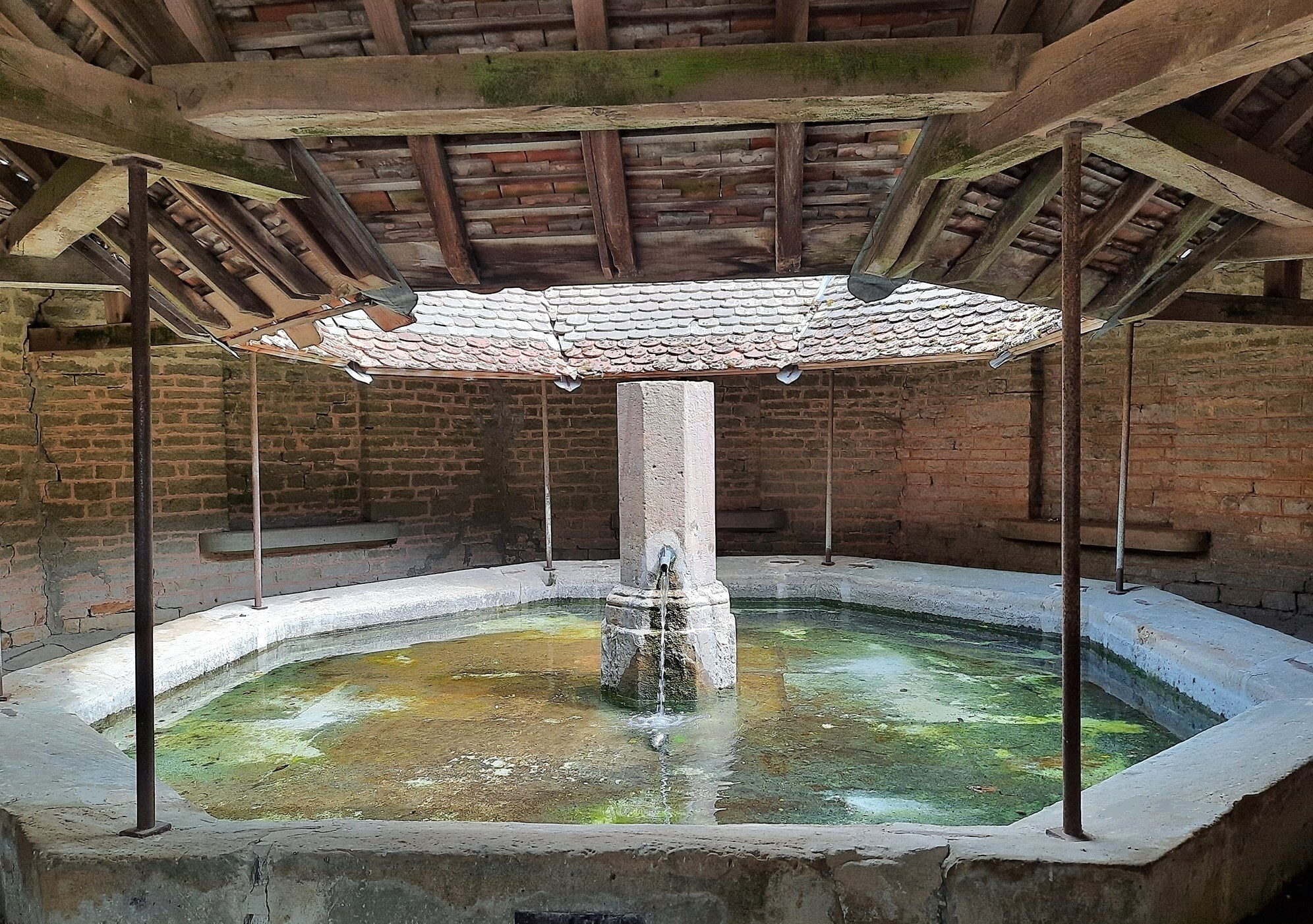
La fontaine du Breuil

### Personnalités liées à la commune

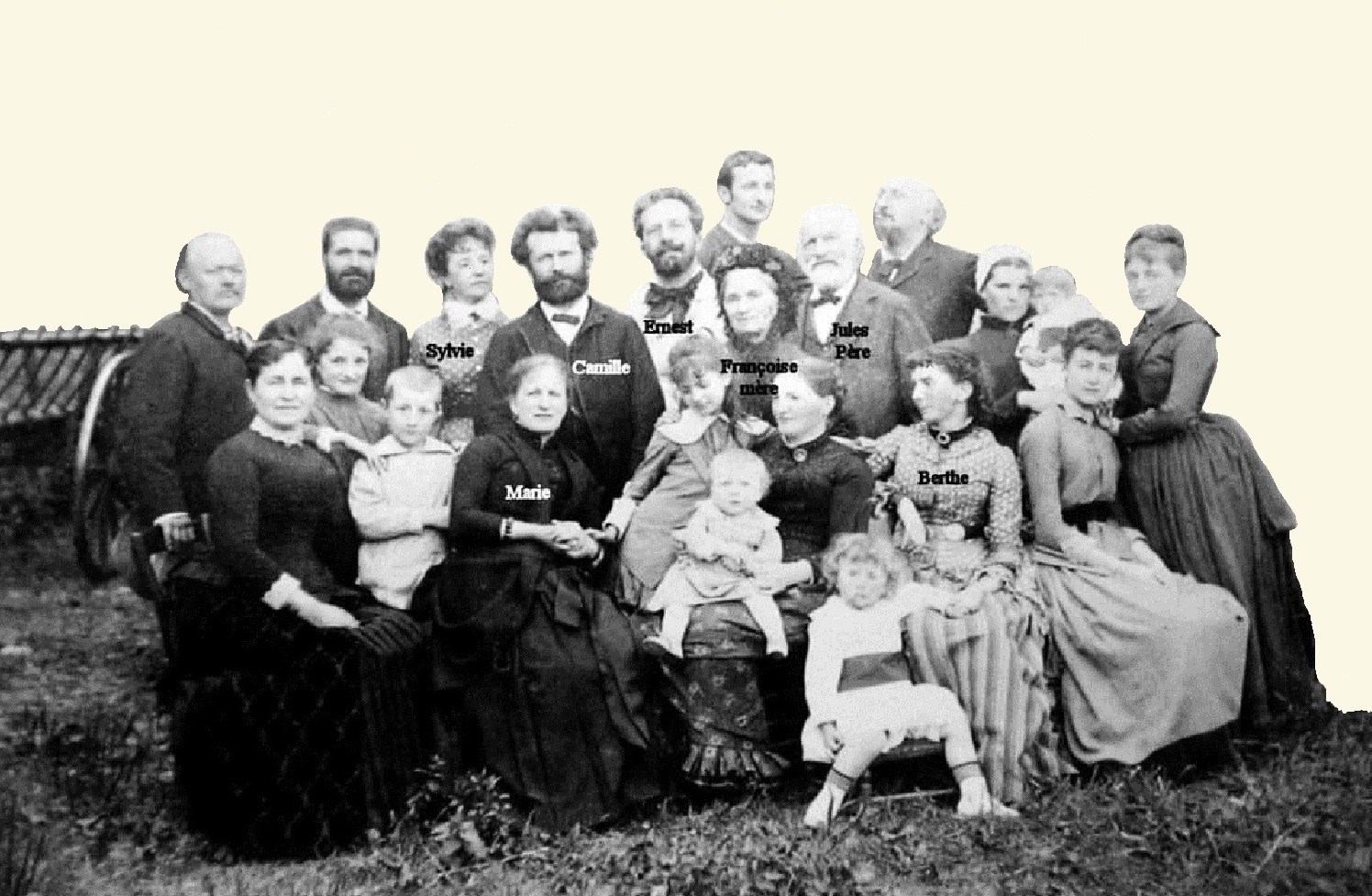
Camille et Ernest Flammarion et leur famille.

- Voir aussi la catégorie recensant les personnalités nées à Val-de-Meuse.
- Charles-François Henryot (1742-1802), homme politique né à Montigny-le-Roi, député du tiers état aux états généraux de 1789.
- Félix Boisselier (Provenchères-sur-Meuse 1776 - Rome 1811) dit Boisselier aîné, dessinateur et peintre d'histoire ;
- Camille Flammarion (Montigny-le-Roi, 1842 - Juvisy-sur-Orge, 1925), astronome français ;
- Ernest Flammarion (Montigny-le-Roi, 1846 - 1936), fondateur de la maison d'édition Flammarion ;
- Charles-Ernest Cornevin (Montigny-le-Roi, 1846 - Lyon 1897), zootechnicien à l'école nationale vétérinaire de Lyon ;
- Aurélie Picard (Montigny-le-Roi, 1849 - Kourdane 1933), aventurière ;
- Léon Mougeot (Montigny-le-Roi, 1857 - Villiers-sur-Suize 1928), avocat et homme politique haut-marnais ;
- Gustave Barlot (Provenchère-sur-Meuse, 1914 - Penne-d'Agenais 1998), résistant, Compagnon de la Libération[30].

### Héraldique
| Armes de Val-de-Meuse | Les armes de Val-de-Meuse se blasonnent ainsi : D'azur, à la muraille mouvant de la pointe, donjonnée et crénelée d'argent, ouverte et maçonnée de sable, portant un écusson parti au premier mi-parti de gueules aux chaînes d'or posées en orle, en croix et en sautoir, chargées en cœur d'une émeraude au naturel et au second d'azur à la bande d'argent côtoyée de deux doubles cotices potencées et contre-potencées d'or. Le premier mi-parti est de Navarre et le second de Champagne. |